# Klaus Gallwe
Klaus Gallwe (* 11. März 1951 in Aachen) ist ein ehemaliger deutscher Profiboxer und Hausverwalter von Bordellen in der Aachener Antoniusstraße.

## Amateurlaufbahn
Als Amateur boxte Gallwe für den Postsportverein 1925 Aachen und wurde 1983 Deutscher Meister im Schwergewicht.

## Profikarriere
Im Alter von 34 Jahren entschied sich Klaus Gallwe ins Profilager zu wechseln. Am 7. September 1985 bestritt er gegen Horst Lang sein Debüt. Nach seinem Punktsieg über Lang beendete er zunächst seine Boxlaufbahn.
Anfang 1992 baute Universum Box-Promotion seine noch unbekannten Boxer Dariusz Michalczewski und Michael Löwe hinter etablierten Boxern wie Mario Guedes auf. Gallwe entschloss sich noch einmal in seiner Heimatstadt Aachen als Profiboxer in den Ring zu steigen. Am 1. Mai 1992 schlug er im Eilendorfer Saaltheater Geulen Ricardo Spain in der vierten Runde KO. Für Spain war es die 21. Niederlage im 23. Kampf.
Nach diesem Sieg forderte der damals 42-jährige Gallwe den Internationalen Deutschen Meister im Schwergewicht Mario Guedes heraus. Das Duell zwischen Gallwe und Guedes, die früher zusammen beim Post SV boxten, entwickelte sich zu einem regelrechten Hassduell. Mehrere Tageszeitungen und Fernsehsender berichteten vom Kampf der beiden Aachener Lokalmatadoren. 5.000 Zuschauer verfolgten in der Tivoli Eissporthalle, wie der Titelverteidiger Guedes Klaus Gallwe kaum eine Chance ließ und den Herausforderer schließlich in der siebten Runde ausknockte. Danach beendete er endgültig seine Laufbahn als Boxer.